# Беверло, Гильом Корнелис ван
Корнейль или Корнель, полное имя Гильом Корнелис ван Беверло (нидерл. Corneille, Guillaume Cornelis van Beverloo, 3 июля 1922, Льеж — 5 сентября 2010, Париж) — нидерландский живописец, график, скульптор, фотограф.

## Биография

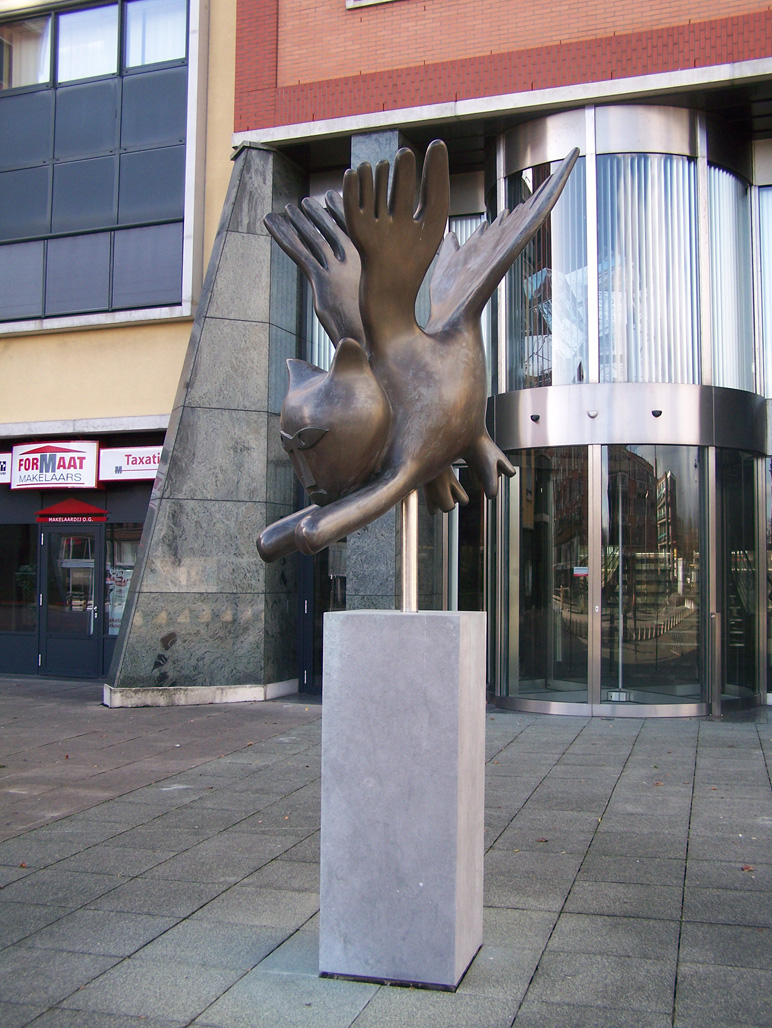
Корнейль. Крылатый кот. Амстелвен

Родился в Льеже (Бельгия) в семье нидерландских рабочих. Окончил школу изобразительного искусства в Амстердаме. Начал выставляться в 1946 года. Один из основателей движения REFLEX и группы КОБРА. Художественная манера Корнейля в этот период сложилась под глубоким воздействием Миро и Клее. В 1949 году открыл для себя искусство Северной Африки, которое начал коллекционировать. С середины 1950-х занялся керамикой. С 1951 года жил в Париже. В 1960-е годы стал склоняться от абстракционизма к фигуративному искусству. В 1970-е годы занялся фотографией. В 1990-е начал заниматься многоцветной деревянной скульптурой.

## Выставки
Участвовал в Кассельской выставке documenta (1959, 1964). Работы Корнейля не раз выставлялись и находятся теперь в коллекциях музея Стеделек и Центра Помпиду.

## Признание
Командор ордена Нидерландского льва.